# Jean-François Adam
Jean-François Adam (n. París, Francia; 14 de febrero de 1938 - París 14 de octubre de  1980) fue un actor y director francés de cine y televisión.

## Biografía
Adam desde muy jovencito trabajó como payaso en sus tiempos libres. Se inició como asistente de directores de cine francés muy reconocidos como François Truffaut y Jean-Pierre Melville. Fue conocido principalmente por haber interpretado el papel del amante de Colette en la saga del personaje ficticio  Antoine Doinel, y también por haber hecho el papel del profesor de filosofía en el film de Maurice Pialat titulado Graduate First.
Dirigió la película de 1979, Retour à la bien-aimée , protagonizada por Isabelle Huppert. Como gerente de producción hizo L'oeil du malin y Cleo de 5 a 7, ambas de 1962.

## Carrera
Como ayudante de dirección colaboró con las siguientes películas:
- 1963: La belle vie
- 1963: Au coeur de la vie
- 1964: La peau douce
- 1966: Le deuxième souffle
- 1969: L'armée des ombres

Como actor se desempeñó en varias interpretaciones:
- 1960: Tire-au-flanc 62
- 1962: Antoine et Colette ............... Albert Tazzi
- 1962: L'amour à vingt ans .............. Albert Tazzi
- 1968: Baisers volés .............. Albert Tazzi
- 1974: Le secret ............ Claude Vandal
- 1978: Passe ton bac d'abord  ............... El profesor de filosofía
- 1979: Retour à la bien-aimée  .............. El inspector sanitario Simonin

En 1979 participó como el mismo en la serie Les rendez-vous du dimanche. Unos años después en 1980 hizo el papel del en la serie televisiva francesa Au bon beurre.
En 1981 se estrenó el film Au bon beurre en su memoria.
Como director y guionista hizo las películas:
- 1973: M comme Mathieu
- 1976: Le jeu du solitario
- 1979: Retour à la bien-aimée

## Vida privada
Estuvo casado desde 1966 con Brigitte Fossey con quien tuvo a su única hija, la actriz Marie Adam.

## Fallecimiento
El 14 de octubre de 1980, Jean fue encontrado muerto en un contenedor de basura en el borde occidental de Francia . Su esposa desde hacía 14 años, Brigitte Fossey , comentó a los medios que  él le había dicho horas antes que había planeado un viaje con destino a Inglaterra para trabajar en una película. Los especuladores realmente pensaba que podría haber sido lanzado desde el avión que debía tomar durante los fuertes vientos y la lluvia, debido a que un avión se estrelló en el oeste de Francia ese mismo día. La causa de su muerte sigue siendo desconocida, aunque el juez de instrucción del caso dictaminó que su muerte había sido un suicidio por estrangulamiento.